# 국민의회 (오스트리아)
국민의회(國民議會, 독일어: Nationalrat)는 양원제인 오스트리아 의회를 구성하는 하원이다. 상원인 연방의회와 함께 연방제 국가인 오스트리아의 입법을 맡고 있다.

## 의회의 권한
오스트리아 국민의회는 오스트리아의 입법 기관으로서, 오스트리아의 법안을 수정하거나 새로 만드는 역할을 한다. 국민의회에서 법안이 통과되려면 최소 국회의원 1/2~2/3 이상의 동의를 얻어야 한다. 국민의회가 통과시킨 법은 연방의회로 보내진다. 연방 의회에서 통과가 되거나 연방의회에서 8주 동안 아무 조치도 취하지 않는다면 법은 통과된다. 연방 의회는 법안을 막을 권한이 없고, 3가지 예외상황을 제외하면 국민의회는 연방의회의 반대를 억누르고 강제적으로 통과시킬수 있다. 3가지 예외상황은 이렇다.
- 연방 의회의 역량을 약화시키는 법안이 통과되었다고 판단될 때
- 연방 의회의 권한을 약화시키는 법안이 통과되었다고 판단될 때
- 연방 의회의 관할권을 침해하는 법안이 통과되었다고 판단될 때

국민의회는 연방의회의 의제가 진행되도록 승인하는 역할도 맡는다. 예를 들어, 대통령을 탄핵하는 국민투표를 진행할 때는 국민의회 2/3 이상의 동의를 얻어야 진행할 수 있다.

## 의회 선출 방식
오스트리아는 네덜란드와 마찬가지로 모든 국회의원들을 비례대표제로 뽑는다. 선거는 4~5년에 한번씩 치러지며, 가장 최근의 선거는 2017년에 있었다. 모든 정당들은 득표율만큼 의석을 배분받으나, 이 조건을 충족하기 위해서는 득표율이 4%가 넘어야한다. 4%를 넘지 못할시 그 정당은 1석도 배분하지 않는다. 오스트리아 국민의회는 다른 의원내각제 국가와 마찬가지로 연정을 통해 여당과 야당이 나뉜다. 현재는 중도우파 정당인 오스트리아 국민당이 여당이며, 야당은 오스트리아 사회민주당, 오스트리아 자유당, NEOS - 신오스트리아와 자유포럼, 페터 필츠당이다.  

## 같이 보기
- 연방의회 (오스트리아)
- 오스트리아의 정치